# Miss Reunión
Miss Reunión es un concurso de belleza francés que selecciona a una representante de la región de ultramar de Reunión para el concurso nacional Miss Francia. El concurso se llevó a cabo por primera vez en 1957, pero no se organizó regularmente hasta 1974.
La actual Miss Reunión es Marine Futo, quien fue coronada Miss Reunión 2024 el 24 de agosto de 2024. Dos mujeres de Reunión han sido coronadas Miss Francia:
- Monique Uldaric, quien fue coronada Miss Francia 1976
- Valérie Bègue, quien fue coronada Miss Francia 2008

## Resumen de resultados
- Ganadoras de Miss Francia: Monique Uldaric (1975); Valérie Bègue (2007)
- Primera finalista: Joëlle Ramyead (1986)
- Segundas finalistas: Évelyne Pongérard (1976); Kelly Hoarau (1977); Isabelle Jacquemart (1978); Corine Lauret (1994); Raïssa Boyer (2006); Marie Payet (2011)
- Terceras finalistas: Myrose Hoareau (1979); Élodie Lebon (2005); Morgane Soucramanien (2018)
- Cuartas finalistas: Élodie Surray (1999); Azuima Issa (2015); Audrey Chane Pao Kan (2017)
- Quintas finalistas: Virginie Benoîte (2004); Ambre Nguyen (2016); Lyna Boyer (2020)
- Sextas finalistas: Raïssa Law Wan (2001); Dana Virin (2021)
- Top 12/Top 15: Bernadette Orboin (1974); Brigitte Adam (1991); Delphine Courteaud (2008); Vanille M'Doihoma (2013); Marie-Morgane Lebon (2019)

## Galería

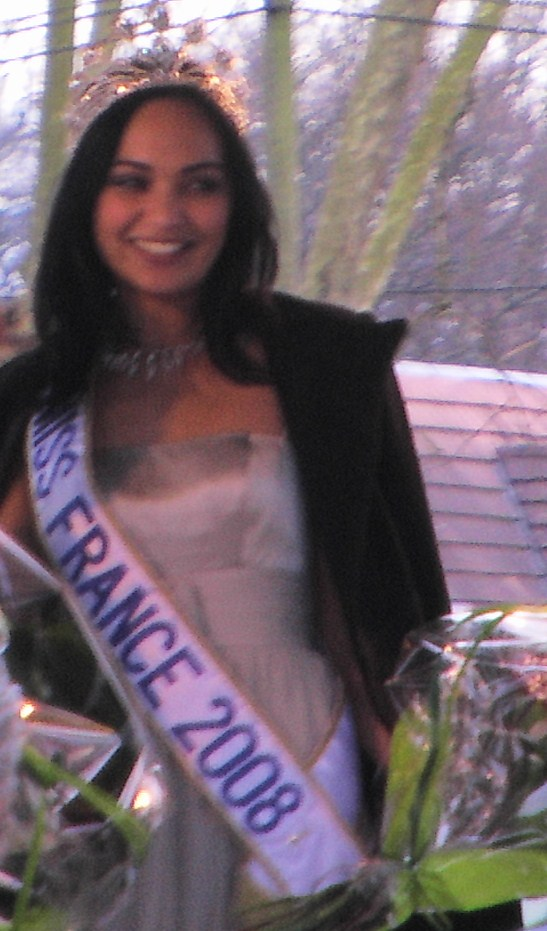
Miss Reunión 2007 y Miss Francia 2008 Valérie Bègue

## Ganadoras
| Año  | Nombre                 | Edad | Altura          | Ciudad natal   | Posición en Miss Francia | Notas |
| ---- | ---------------------- | ---- | --------------- | -------------- | ------------------------ | --- |
| 2024 | Marine Futol           | 18   | 1,80 m (5′ 11″) | Saint-Leu      |                          | |
| 2023 | Mélanie Odules         | 20   | 1,77 m (5′ 10″) | Saint-Paul     |                          | |
| 2022 | Marion Marimoutou      | 18   | 1,72 m (5′ 8″)  | Saint-André    |                          | |
| 2021 | Dana Virin             | 22   | 1,73 m (5′ 8″)  | Sainte-Suzanne | Top 15 (6.ª finalista)   | |
| 2020 | Lyna Boyer             | 21   | 1,73 m (5′ 8″)  | La Possession  | Top 15 (5.ª finalista)   | |
| 2019 | Marie-Morgane Lebon    | 20   | 1,78 m (5′ 10″) | Saint-Joseph   | Top 15                   | |
| 2018 | Morgane Soucramanien   | 18   | 1,74 m (5′ 9″)  | Sainte-Marie   | Tercera finalista        | |
| 2017 | Audrey Chane Pao Kan   | 19   | 1,71 m (5′ 7″)  | Saint-Joseph   | Cuarta finalista         | |
| 2016 | Ambre Nguyen           | 20   | 1,78 m (5′ 10″) | Saint-Denis    | Top 12 (5.ª finalista)   | |
| 2015 | Azuima Issa            | 19   | 1,80 m (5′ 11″) | Saint-Denis    | Cuarta finalista         | |
| 2014 | Ingreed Mercredi       | 19   | 1,71 m (5′ 7″)  | Saint-Paul     |                          | Después de hacer comentarios incendiarios sobre el Comité Miss Reunión, Mercredi fue destronada el 28 de abril de 2015. Su reinado lo completó Larrière, su primera finalista.                                               |
| 2014 | Anne-Gaëlle Laterrière | 24   |                 | Saint-Paul     | No compitió              | Después de hacer comentarios incendiarios sobre el Comité Miss Reunión, Mercredi fue destronada el 28 de abril de 2015. Su reinado lo completó Larrière, su primera finalista.                                               |
| 2013 | Vanille M'Doihoma      | 21   | 1,75 m (5′ 9″)  | Le Tampon      | Top 12                   | |
| 2012 | Stéphanie Robert       | 21   | 1,72 m (5′ 8″)  | Saint-Paul     |                          | |
| 2011 | Marie Payet            | 19   | 1,78 m (5′ 10″) | Saint-Denis    | Segunda finalista        | Top 10 en Miss Universo 2012 (representando a Francia) |
| 2010 | Florence Arginthe      | 18   | 1,72 m (5′ 8″)  | Saint-Joseph   |                          | |
| 2009 | Kim Hoa Barutaut       | 18   | 1,82 m (6′ 0″)  | Saint-Denis    |                          | |
| 2008 | Delphine Courteaud     | 22   | 1,72 m (5′ 8″)  | La Possession  | Top 12                   | |
| 2007 | Valérie Bègue          | 22   | 1,74 m (5′ 9″)  | Saint-Leu      | Miss Francia 2008        | |
| 2006 | Raïssa Boyer           | 19   | 1,75 m (5′ 9″)  | Sainte-Marie   | Segunda finalista        | |
| 2005 | Élodie Lebon           | 18   | 1,78 m (5′ 10″) | Les Avirons    | Tercera finalista        | |
| 2004 | Virginie Benoîte       | 22   | 1,76 m (5′ 9″)  | Saint-Joseph   | Top 12 (5.ª finalista)   | |
| 2003 | Gelsie Robert          | 19   | 1,72 m (5′ 8″)  | Sainte-Marie   |                          | |
| 2002 | Stéphanie Tapé         |      |                 | Saint-Philippe |                          | |
| 2001 | Raïssa Law Wan         | 21   |                 | Le Port        | Top 12 (6.ª finalista)   | |
| 2000 | Natacha Delmas         |      |                 | Saint-André    |                          | |
| 1999 | Élodie Surray          | 19   | 1,76 m (5′ 9″)  | La Possession  | Cuarta finalista         | |
| 1998 | Angélique Marcel       | 18   | 1,71 m (5′ 7″)  |                |                          | |
| 1997 | Sandrine Aipar         | 18   | 1,73 m (5′ 8″)  |                | No compitió              | Aipar se retiró del Miss Francia 1998 tras contraer una enfermedad el día de la competencia. |
| 1996 | Fabienne Sabrimoutou   |      |                 |                |                          | |
| 1995 | Béatrice Drula         |      |                 |                |                          | |
| 1994 | Corine Lauret          | 18   | 1,74 m (5′ 9″)  |                | Segunda finalista        | Compitió en Miss Universo 1995 (representando a Francia) |
| 1992 | Laurence Lam-Wing-Hime | 17   |                 |                |                          | |
| 1991 | Brigitte Adam          |      |                 |                | Top 12                   | |
| 1988 | Gilda Payet            | 17   | 1,71 m (5′ 7″)  |                |                          | |
| 1986 | Joëlle Ramyead         |      |                 |                | Primera finalista        | Compitió en Miss Internacional 1987 (representando a Francia) |
| 1985 | Marie Florestan        |      |                 |                |                          | Florestan, la primera cafrina ganadora del Miss Reunión, renunció seis meses después de su coronación debido a la discriminación racial a la que fue sometida. Su reinado lo completó Geneviève Lebon, su primera finalista. |
| 1985 | Geneviève Lebon        |      |                 |                | No compitió              | Florestan, la primera cafrina ganadora del Miss Reunión, renunció seis meses después de su coronación debido a la discriminación racial a la que fue sometida. Su reinado lo completó Geneviève Lebon, su primera finalista. |
| 1984 | Linda Hoareau          |      |                 |                |                          | |
| 1983 | Marie-Paule Drula      |      |                 |                |                          | |
| 1982 | Dominique Fontaine     |      |                 |                |                          | |
| 1981 | Ginon Manthe           |      |                 |                |                          | |
| 1980 | Patricia Abadie        |      |                 |                |                          | Compitió en Miss Universo 1981 (representando a Reunión) |
| 1979 | Myrose Hoareau         |      |                 |                | Tercera finalista        | |
| 1978 | Isabelle Jacquemart    |      |                 |                | Segunda finalista        | Competed at Miss Universe 1979 (representando a Reunión) |
| 1977 | Kelly Hoarau           |      |                 |                | Segunda finalista        | Competed at Miss Mundo 1978 (representando a Francia) |
| 1976 | Évelyne Pongérard      |      |                 |                | Segunda finalista        | Compitió en Miss Universo 1978 (representando a Reunión) |
| 1975 | Monique Uldaric        | 21   | 1,72 m (5′ 8″)  |                | Miss Francia 1976        | Compitió en Miss Universo 1976 y Miss Mundo 1976 (representando a Francia) |
| 1974 | Bernadette Orboin      |      |                 |                | Top 12                   | |
| 1958 | Régine Fontaine        |      |                 |                |                          | |
| 1957 | Monique Hoarau         |      |                 |                |                          | |